# .sic
A .sic Székelyföld tervezett legfelső szintű tartománykódja (a latin „siculitas”, székelység szóból). A kód lefoglalását a Székely Nemzeti Tanács kezdeményezte, az ICANN 2009 májusában hagyta jóvá. Egyelőre nem lehet tudni, mikor lesz elérhető a tartomány.